# Lygodactylus insularis
Lygodactylus insularis (острівний карликовий гекон) — вид геконоподібних ящірок родини геконових (Gekkonidae). Ендемік острова Жуан-ді-Нова.

## Поширення і екологія
Острівні карликові гекони є ендеміками острова Жуан-ді-Нова площею 4,8 км², розташованого у Мозамбіцькій протоці між Мозамбіком і островом Мадагаскар. Цей острів адміністративно належить до французьких Розсіяних островів в Індійському океані. Острівні карликові гекони живуть на прибережних скелях та серед піщаних дюн, а також в рідколіссях і чагарникових заростях, трапляються в мангрових заростях та на будівлях. В сосновому лісі зустрічаються рідко.

## Збереження
МСОП класифікує цей вид як такий, що перебуває на межі зникнення. Острівним карликовим геконам загрожує хижацтво з боку інтродукованих щурів, мишей та геконів Hemidactylus mercatorius і Hemidactylus platycephalus, раніше також кішок. Також їм загрожує можлива поява на острові інших інвазивних хижаків та підвищення рівня моря.